# Gare d'Alleyras
La gare d'Alleyras est une gare ferroviaire française de la ligne de Saint-Germain-des-Fossés à Nîmes-Courbessac (dite aussi ligne des Cévennes), située au lieu-dit Le pont d'Alleyras sur le territoire de la commune d'Alleyras, dans le département de la Haute-Loire en région Auvergne-Rhône-Alpes.
Elle est mise en service en 1870 par la Compagnie des chemins de fer de Paris à Lyon et à la Méditerranée (PLM). C'est une gare de la Société nationale des chemins de fer français (SNCF), desservie par les trains TER Auvergne-Rhône-Alpes et TER Occitanie.

## Situation ferroviaire
Établie à 669 m d'altitude, la gare d'Alleyras est située au point kilométrique (PK) 554,330 de la ligne de Saint-Germain-des-Fossés à Nîmes-Courbessac entre les gares de Monistrol-d'Allier et de Chapeauroux. La gare comporte un unique quai latéral de 178 m. Par ailleurs, les trains sans arrêt en gare roulent à 40 km/h.

## Histoire
La station d'Alleyras est mise en service lors de l'ouverture de la section de Langeac à Villefort par la Compagnie des chemins de fer de Paris à Lyon et à la Méditerranée (PLM), le 16 mai 1870.

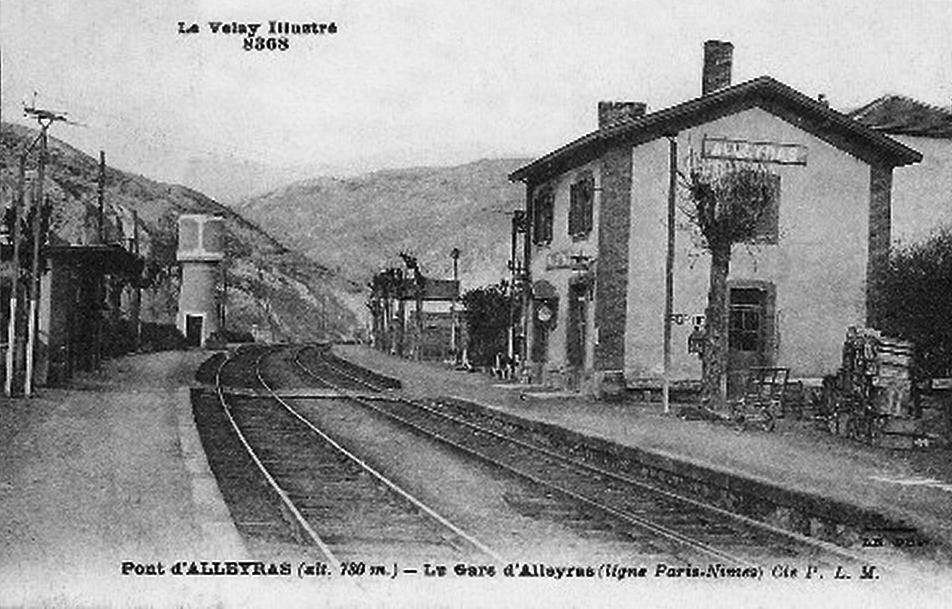
La gare PLM vers 1930

Elle figure dans la nomenclature 1911 des gares, stations et haltes, de la Compagnie des chemins de fer de Paris à Lyon et à la Méditerranée, sous la dénomination Alleyras. Elle porte le no 28 de la section Moret-Les-Sablons à Nimes. À ce titre, elle peut expédier et recevoir des dépêches privées et est ouverte au service complet de la grande vitesse (GV) et de la petite vitesse (PV), « à l'exclusion des chevaux chargés dans des wagons-écuries s'ouvrant en bout et des voitures à 4 roues, à deux fonds et à deux banquettes dans l'intérieur, omnibus, diligences, etc ».
À la suite de l'interruption de la ligne dans les gorges de l'Allier entre Villefort et Langeac après les pluies torrentielles du 18 octobre 1872 détruisant le pont sur le ruisseau de Gourlong, elle devient gare de transbordement des voyageurs et marchandises jusqu'à la reconstruction de l'ouvrage.
En 2011, la gare devenue halte ferroviaire SNCF ne dispose plus de sa deuxième voie d'évitement, l'ancien bâtiment voyageurs désaffecté est devenu une épicerie séparée par un grillage de l'enceinte de la gare et de son ancien quai latéral.

## Service des voyageurs

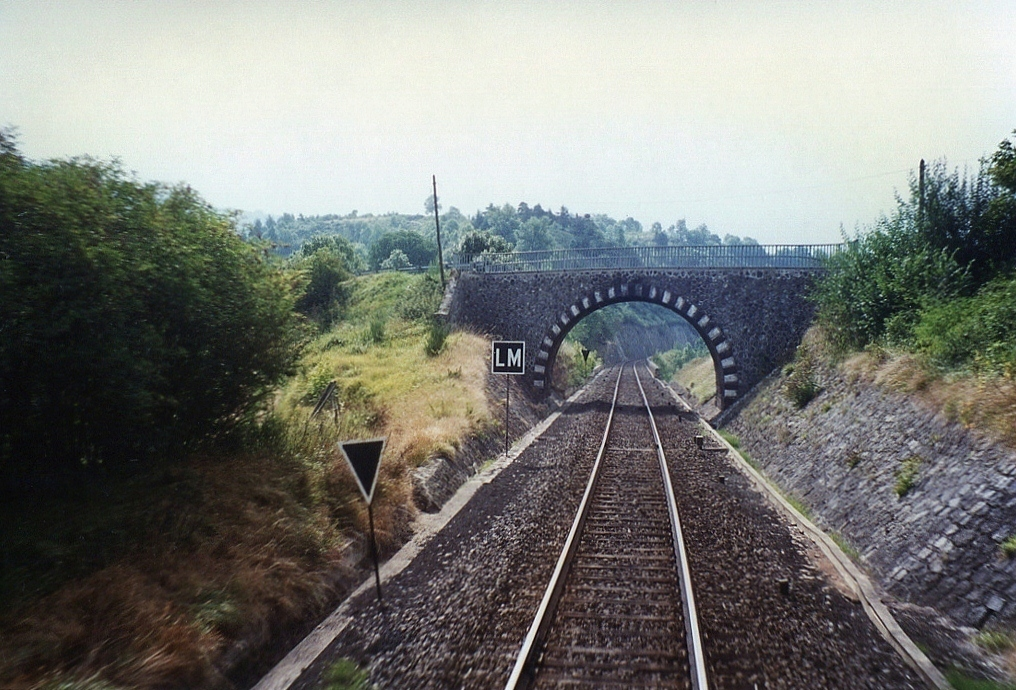
Sortie de la gare direction Nîmes, avec passage sous la D40

### Accueil
Halte SNCF, c'est un point d'arrêt non géré (PANG) à entrée libre. Elle dispose d'un quai avec son ancien abri PLM. Pour accéder au quai il faut passer par le passage à niveau routier.

### Desserte
Alleyras est desservie par des trains TER Auvergne-Rhône-Alpes et TER Occitanie qui effectuent des missions entre les gares de Clermont-Ferrand et de Nîmes.

### Intermodalité
Un parking pour les véhicules y est aménagé.